# Les Touches-de-Périgny
Les Touches-de-Périgny is een gemeente in het Franse departement Charente-Maritime (regio Nouvelle-Aquitaine) en telt 526 inwoners (2004). De plaats maakt deel uit van het arrondissement Saint-Jean-d'Angély.

## Geografie
De oppervlakte van Les Touches-de-Périgny bedraagt 21,5 km², de bevolkingsdichtheid is 24,5 inwoners per km².
De onderstaande kaart toont de ligging van Les Touches-de-Périgny met de belangrijkste infrastructuur en aangrenzende gemeenten.

## Demografie
Onderstaande figuur toont het verloop van het inwonertal (bron: INSEE-tellingen).